# Kollegiatstift Heilig Kreuz (Stuttgart)

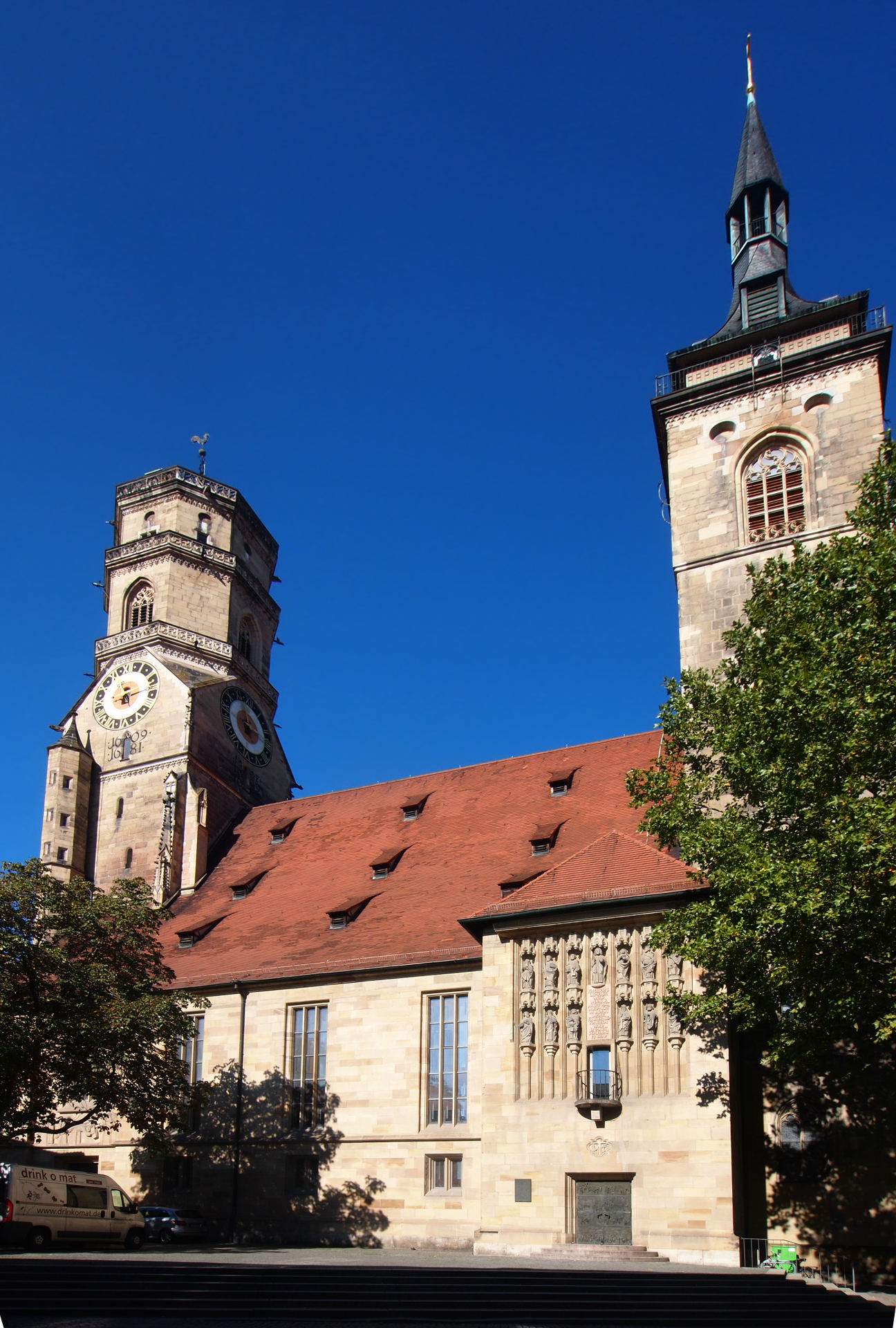
Stuttgarter Stiftskirche

Das Kollegiatstift Heilig Kreuz zu Stuttgart war ein zum Bistum Konstanz gehörendes weltliches Chorherrenstift. Zu seinen Aufträgen zählte die Pflege der württembergischen Grablege in der Stuttgarter Stiftskirche sowie die seelsorgerische Betreuung der Stadt. Das Stift entstand in der Zeit zwischen 1301 und 1321 durch Verlegung des Chorherrenstifts zu Beutelsbach in die damals neue württembergische Residenz Stuttgart und hatte bis zur Einführung der Reformation in Württemberg zur Mitte des 16. Jahrhunderts Bestand. Es entwickelte sich trotz einiger Rückschläge zum kirchlichen Zentrum Württembergs.

## Geschichte

### Beutelsbacher Zeit

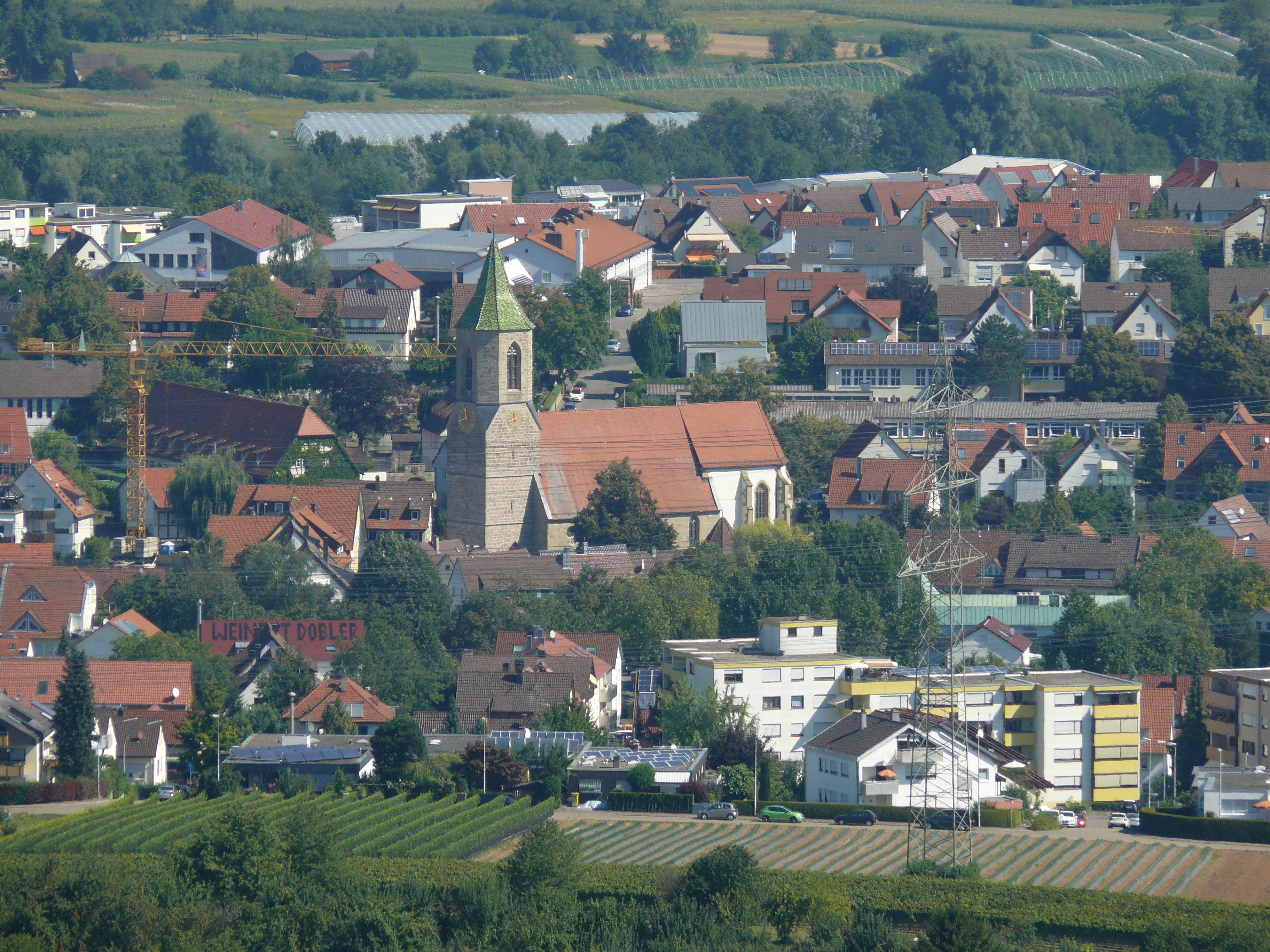
Ortskern von Weinstadt-Beutelsbach mit der Beutelsbacher Stiftskirche

Graf Ulrich I. von Württemberg wird üblicherweise als Stifter des Beutelsbacher Chorherrenstifts genannt, worauf sich auch sein Beiname der Stifter bezieht. Baubefund und Quellenlage sprechen auch dafür, dass um 1247 in Beutelsbach die dortige Stiftskirche entstand und somit das Stift tatsächlich in der fraglichen Zeit gegründet wurde. Da das Haus Württemberg vor dem Bau seiner namensgebenden Burg seinen Sitz in oder bei Beutelsbach hatte, besteht jedoch auch die These, dass es sich bei Ulrichs Stiftung lediglich um eine Erneuerung eines älteren Stifts handelte. In der Beutelsbacher Stiftskirche befand sich auch die Grablege der Grafen von Württemberg, deren Pflege zu den Hauptaufgaben des Stifts zählte. Das Stift befand sich zudem im Grenzgebiet des damaligen württembergischen Territoriums und diente auch zur Absicherung der dortigen Herrschaft. Sein Patrozinium ist nicht gesichert.
In den Auseinandersetzungen zwischen dem württembergischen Graf Eberhard I. "dem Erlauchten" und dem damaligen Königtum, die sich in der Zeit zwischen 1291 und 1316 zutrugen, geriet das Stift in Bedrängnis. Die in diesem Zusammenhang oft zitierte Zerstörung der württembergischen Grablege zwischen 1310 und 1316 ist nicht gesichert, jedoch wahrscheinlich. Wohl schon vor 1312 kam es zur Flucht der Beutelsbacher Chorherren nach Stuttgart, womit eine Schrittweise Verlegung des Stifts nach Stuttgart begann. Trotz des Bedeutungsverlustes, den die Beutelsbacher Stiftskirche infolgedessen hinnehmen musste, zählt sie gerade auch aufgrund späterer Umbauten und Erweiterungen zu den bedeutenderen spätgotischen Kirchenbauten Württembergs.

### Verlegung nach Stuttgart

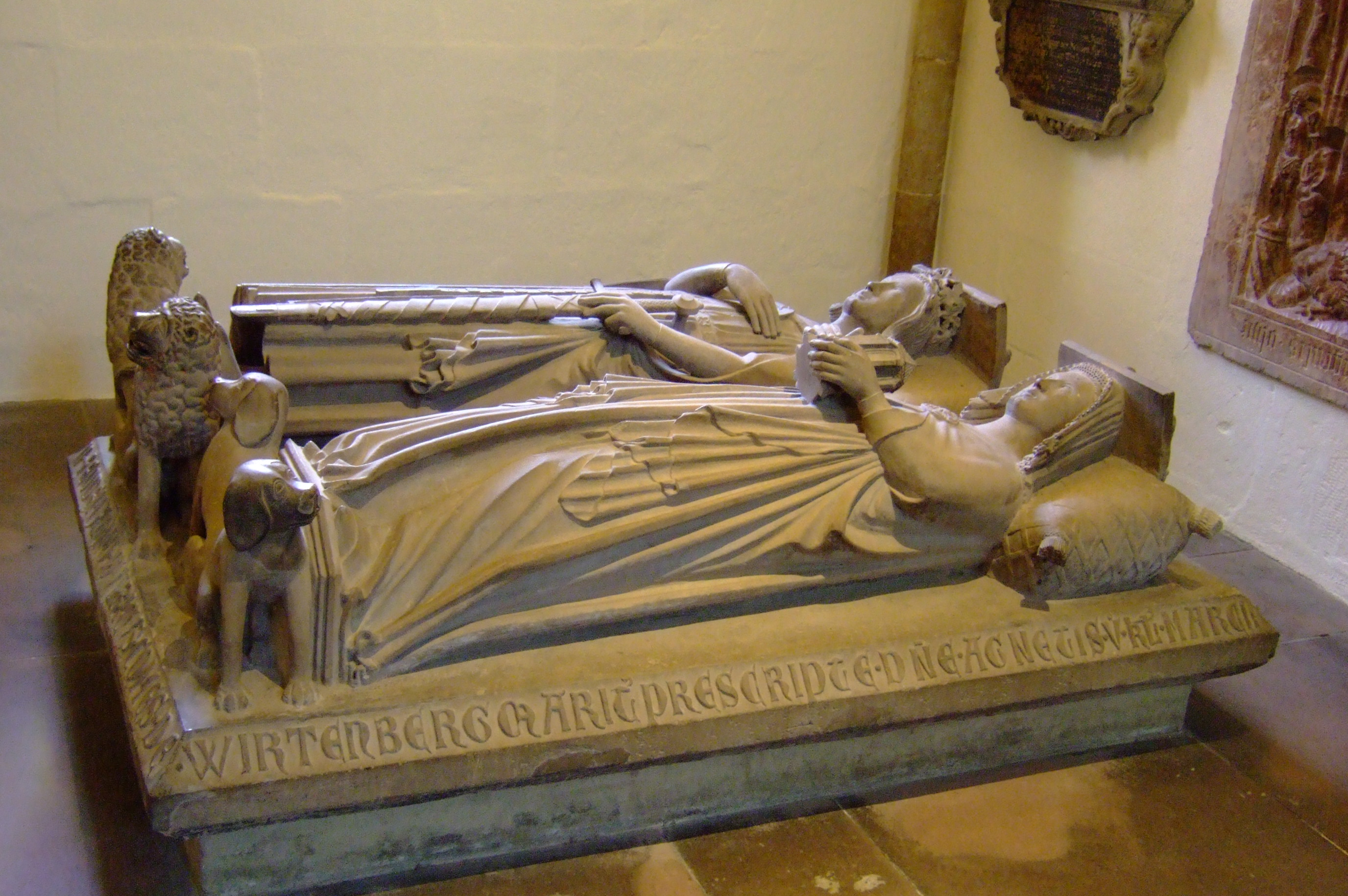
Doppeltumba von Graf Ulrich I. „dem Stifter“ (hinten) und Herzogin Agnes von Liegnitz (vorn) in der Stifterkapelle der Stuttgarter Stiftskirche

Üblicherweise gilt das Jahr 1321 als Zeitpunkt der Verlegung des Stifts. Zu diesem Zeitpunkt fand ein feierlicher Einzug der Chorherren nach Stuttgart statt. 1324 wurde die Verlegung bischöflich bestätigt. Damals setzte sich das Stift aus einem Propst sowie zwölf Chorherren und zwölf Vikaren zusammen. Marquard von Kaltental, der letzte Propst zu Beutelsbach und erste Propst zu Stuttgart, siegelte jedoch bereits 1314 als Stuttgarter Propst und nicht mehr als jener von Beutelsbach. Da Stuttgart ab 1312 für mehrere Jahre für Württemberg an die Reichsstadt Esslingen verloren ging, wird davon ausgegangen, dass die Verlegung des Stifts bereits vor 1312 begann, jedoch erst im Jahr 1321 als abgeschlossen betrachtet wurde. In Stuttgart fand sich als Vorläuferbau der heutigen Stiftskirche eine Basilika, deren Chor den Anforderungen des Stifts genügte. Der Bau dieser Basilika geht wohl ebenso wie die Erhebung Stuttgarts zur Stadt auf die Markgrafen von Baden zurück. Möglicherweise bestanden bereits zu badischer Zeit nicht ausgeführte Pläne zur Errichtung eines Residenzstifts in Stuttgart, die von den württembergischen Grafen aufgegriffen wurden. Die Verlagerung des Stifts durch Graf Eberhard I. wird dabei nicht ausschließlich vor dem Hintergrund seiner Auseinandersetzungen mit Reichsstädten und Königtum gesehen, sondern geht mit seinen Plänen einher, Stuttgart zur Residenz Württembergs auszubauen. Verbunden mit der Verlegung des Stifts wurde nicht zuletzt daher auch die württembergische Grablege samt der dort beigesetzten Gebeine nach Stuttgart verlegt. Das Stuttgarter Stift blieb bis zuletzt in Abhängigkeit von der württembergischen Stifterfamilie. So diente es stets auch als Kaderschmiede für die württembergische Regierung und Verwaltung. Stammten die Chorherren zu Beginn noch vor allem aus dem regionalen Niederadel, dominierte im Stiftskapitel später vor allem die Stuttgarter Ehrbarkeit.
Das Patrozinium des Heiligen Kreuzes ist bereits für das 14. Jahrhundert auf Siegeln nachgewiesen.
Durch die wachsende Bedeutung des Stifts für die sich entwickelnde Grafschaft Württemberg nahm der Stiftspropst, wenngleich keineswegs konkurrenzlos, die Funktion als Haupt der württembergischen Geistlichkeit ein. Die Stuttgarter Stiftskirche wurde infolgedessen als Hauptkirche Württembergs betrachtet.

### Besitztümer
Das Kollegiatstift Heilig Kreuz galt als das reichste in Württemberg. Zahlreiche Kirchen waren dem Stift inkorporiert, weitere Kirchen befanden sich in Abhängigkeit des Stifts. Dazu kamen Besitz und Einkünfte in über 40 Ortschaften der heutigen Region Stuttgart. Im Zuge der Reformation ging der Besitz des Stifts an das Herzogtum Württemberg über.

#### Liste der inkorporierten Kirchen
Hauptkirche war die Stuttgarter Stiftskirche, die weiteren inkorporierten Kirchen waren wie folgt:
- 1321: Altingen, Berg und Wangen (Michaelskirche)
- 1347: Poppenweiler
- 1398: Aldingen (Margaretenkirche)
- 1421: Pfauhausen und Zuffenhausen
- 1439: Neckargröningen (Martinskirche)
- 1446: Simmozheim und Uffkirch
- 1460: Neckarrems (Michael-Sebastian-Kirche)
- 1472: Beinstein (Evangelische Kirche)
- 1473: Grunbach
- 1477: Bonlanden (Georgskirche)

Vom Stift abhängige Kirchen befanden sich in Beutelsbach (Stiftskirche), Rohracker, Aichelberg, Stetten und Stammheim. Ebenfalls in Abhängigkeit vom Stift befanden sich die Stuttgarter Leonhardskirche und die Marien- oder Liebfrauenkapelle.

### Niedergang und Reformation
Die Förderung von Mönchsklöstern verschiedener Orden in Württemberg, insbesondere die Gründung eines Dominikaner-Klosters in Stuttgart im Jahr 1473 sowie die Schaffung einer Predigerstelle an der Leonhardskirche für die Augustinereremiten, stellten die Führungsrolle des Stifts innerhalb Württembergs und selbst innerhalb Stuttgarts in Frage. In dieser Phase brachte der von Herzog Ulrich als Propst eingesetzte Dietrich Speth dem Stift einen dauerhaft schlechten Ruf ein. Dietrich Speths gleichnamiger Vater gehörte zum Zeitpunkt der Ernennung zu Herzog Ulrichs engsten Vertrauten. Propst Dietrich selbst war zu diesem Zeitpunkt jedoch viel zu jung für das Amt und machte vor allem durch Pflichtversäumnisse auf sich aufmerksam. Dennoch blieb das Stift bis zur Einführung der Reformation im Wesentlichen unversehrt. Ab 1534 vor die Wahl gestellt, zum neuen durch Herzog Ulrich propagierten Glauben zu wechseln, verzichtete 1537/38 ein Großteil der Kleriker auf seine Pfründe und verließ das Stift. Nur ein kleiner Teil folgte dem neuen Glauben.
In Folge des Schmalkaldischen Krieges kam es ab 1548 zum Augsburger Interim. In Württemberg, das bereits früh im Kriegsverlauf von kaiserlichen Truppen besetzt wurde, wurde für die Dauer des Interims das Stift noch einmal wiederbelebt. Dies blieb jedoch halbherzig und litt an der Schwierigkeit, Personal für das Stift zu rekrutieren, sowie am Widerstand sowohl der Stuttgarter Bevölkerung als auch des ab 1550 regierenden württembergischen Herzogs Christoph. 1552 mit dem Ende des Interims verließen die letzten altgläubigen Kleriker das Stift, womit es ein dauerhaftes Ende fand.
1553 wurde der Reformator Johannes Brenz durch Herzog Christoph zum Propst der Stuttgarter Stiftskirche ernannt, womit sie zum Zentrum der württembergischen Reformation und schließlich zur Hauptkirche der evangelischen Landeskirche Württembergs wurde. Noch bis 1688 wurden weitere evangelische Stiftspröpste ernannt, nun aber nicht mehr als Oberhaupt des Heilig-Kreuz-Stiftes, sondern als Stuttgarter Pfarrer sowie erster Pfarrer Württembergs.

### Liste der Pröpste

#### Beutelsbacher Zeit
- Berthold [1251–1266/75][8]
- Dietrich (von Kaltental), [1283–1290]
- Johann [1299]

#### Umzug und Stuttgarter Zeit
- Marquard von Kaltental, [1303]–1341
- Ulrich von Heilbronn, 1341–1349
- L(i)up von Wildberg, 1349–1361
- Johannes von Vach(e), 1361–1369/70
- Konrad von Rot, 1370–1374
- Albrecht von Öwelshart, 1374–1379
- Hermann von Sachsenheim, 1379–[1413]
- Heinrich Tegen, [1413]
- Albrecht Widmann/Widmayer, [1414]–1429
- Johannes Spenlin, [1429]–1434
- Johannes von Westernach, [1434]–1466
- Johannes Vergenhans alias Naukler, [1466–1472]
- Ulrich Wirtemberger/Schöck, 1472–1476
- Martin Kell(n)er/Kelli(n), [1477]–um 1482
- Ludwig Vergenhans alias Naukler, 1483–1512
- Albrecht Thumb von Neuburg, 1513, Propstamtsverweser
- Johann/Jakob Kessler. 1513–1514
- Dietrich (von) Speth, vor 1513–1514
- Kaspar Mayländer, [1527–1528]
- Andreas Amann, 1527/28–1530
- Jakob von Westerstetten, 1530–1536
- Johann Ofterdingen/Scheurer, 1534/1536–1551, Propstamtsverweser